# Brännoffer
Brännoffer (grekiska holókauston (Septuaginta), neutrum av holókaustos "bränd hel", en grekisk översättning av hebreiska ōlâ "det som går upp", det vill säga i rök), ett slags hos judarna brukligt offer, varvid offerdjuret - utom huden, som förut avdragits - helt och hållet uppbrändes på altaret. Ursprungligen var 'ōlâ beteckning för offer i allmänhet, det vill säga det som kommer upp på altaret; senare blev det ett bestämt slag av offer, nämligen sådana, som helt och hållet förbrändes (hebreiska kâlil, latin holocaustum). Före exilen tycks ett brännoffer ha förekommit endast varje morgon (Andra Konungaboken 16:15). Men efter hemkomsten från fångenskapen i Babylon tycks man såväl morgon som kväll ha framburit ett brännoffer i Jerusalems tempel; därför talas det i det senare lagspråket om 'ōlât hât-tâmid, det dagliga brännoffret.
Ordet Holocaust i betydelsen förintelsen påträffas första gången 1957, tidigare känt på hebreiska som Shoah "katastrof".